# Vacaria
Vacaria es un municipio brasileño del nordeste del estado de Río Grande del Sur. Se encuentra a una latitud de 28º30'44" Sur y a una longitud de 50º56'02" Oeste ( 28°30′44″S 50°56′02″O / -28.51222, -50.93389), estando a una altitud de 971 metros sobre el nivel del mar.
La superficie que ocupa el municipio es de 2105,6 km².

## Historia
Fueron los misioneros jesuitas, quienes en el siglo XVI, iniciaron la colonización en la región arreando el ganado vacuno y equino desde el oeste de las Misiones Orientales hasta las extensiones casi deshabitadas llamadas "Vaquería de los Pinares" (por la presencia del pino Paraná (o cury) ya que esta vaquería se ubicaba en las proximidades del llamado Montegrande (monte con el significado principal de bosque) . Durante más de un siglo, las disputa entre guaraníes, marcaron la historia de la región antes de que se consolidara la Ruta del ganado que conectó la región del Plata con el Brasil. En el siglo XIX, los campos de Vacaria volvieron a ser escenario de grandes batallas, esta vez, entre soldados gauchos farrhoupilhas de la República Riograndense y las fuerzas imperiales brasileñas. Tras la consolidación del poder brasileño desde la segunda mitad del siglo XX los bosques -y casi todo el entorno natural rural- han sido extinguidos.

## Economía
Su economía se basa en la ganadería, la agricultura, floricultura y fruticultura. Vacaria es el mayor productor de manzanas de Río Grande del Sul y el segundo del Brasil. Actualmente también está introduciendo frutas silvestres como moras, mirtilos, phisalys, frutillas y frambuesas.

## Turismo
Sede del Rodeo Criollo Internacional, una de las más importantes manifestaciones folclóricas y culturales del estado.
Además de las atracciones naturales representadas en los paisajes sobre el valle del río Pelotas y el Parque de las Cascadas (Parque das Cachoeiras). Vacaria posee un museo municipal, el mercado público y el Centro de Artesanos. También se destaca por la producción de quesos como el Grana Padano de milenaria tradición italiana. 

### Clima
El clima es por sus latitudes subtropical muy morigerado y humedecido por el influjo oceánico, la altitud media y el régimen eólico (en invierno soplan casi constantemente los vientos fríos desde el cuadrante Sur, en verano los cálidos desde el Norte), el microclima es de veranos amenos, con una temperatura media de 25°C y una mínima media de 15 °C. Durante el invierno la temperatura máxima media se ubica en trono de los 16 °C y la mínima en torno a los 7 °C. Es así que durante el invierno (de julio a agosto) son comunes las heladas y ocasionales nevadas. Una extraordinaria nevada ocurrida en esta ciudad el 7 de agosto de 1879 acumuló hasta 2 metros de espesor en nieve.